# Carlos XV de Suecia
Carlos XV de Suecia (Estocolmo, 3 de mayo de 1826-Malmö, 18 de septiembre de 1872), nacido Karl Ludvig Eugen Bernadotte, fue rey de Suecia y de Noruega desde 1859 hasta su muerte (en Noruega adoptó el nombre de Carlos IV). Hijo mayor del rey Óscar I de Suecia y de la reina Josefina de Leuchtenberg. Fue el primer monarca de la dinastía Bernadotte nacido en Suecia. Se casó el 19 de junio de 1851 con Luisa de los Países Bajos.

## Biografía
Nació en Estocolmo y a su nacimiento le fue otorgado el título de duque de Escania. Fue brevemente virrey en Noruega en 1856 y 1857. Asumió la regencia el 25 de septiembre de 1857 ante la enfermedad de su padre. Cuando Óscar I falleció en 1860, el príncipe fue nombrado nuevo monarca de los reinos unidos de Suecia y Noruega. En Suecia fue coronado el 3 de mayo de 1860, y en Noruega el 5 de agosto del mismo año.
Fue un defensor y promotor del escandinavismo y de la solidaridad política entre los tres reinos nórdicos (Suecia, Noruega y Dinamarca). Entabló relaciones de amistad con el rey Federico VII de Dinamarca, al que le prometió en julio de 1863 ayuda militar para proteger al ducado de Schleswig de la invasión prusiana. El apoyo militar, sin embargo, nunca llegó por motivos políticos internos en Suecia.
El rey fortaleció y cambió radicalmente la política interna sueca con la reforma del parlamento. En 1860 el monarca lanzó su propuesta de "estado democrático", y tras discutirlo con los miembros de su gobierno, en 1863 el primer ministro Louis De Geer presentó una propuesta de reforma que rompía con la conformación del parlamento de los estados. Después de cerca de tres años de discusión, la reforma fue aprobada el 22 de junio de 1866.
También se modificaron las leyes municipales y se concedió a las mujeres el derecho al voto por primera vez en las elecciones municipales. Durante su reinado, la libertad religiosa fue extendida al ámbito jurídico y político. Hubo nuevas leyes penales y se continuó con la política de desarrollo económico de Óscar I, que comprendió una mejora significativa de las infraestructuras y el impulso de la industrialización, construyéndose además una amplia red de comunicaciones ferroviarias.
A comienzos de 1871 decayó su salud, coincidiendo con la muerte de su esposa, la reina Luisa, el 30 de marzo de 1871. Después de un viaje de descanso a Aquisgrán, el rey vivió un tiempo en el Palacio de Ulriksdal, en las afueras de Estocolmo, de donde se mudó a Malmö. En esa ciudad fallecería el 18 de septiembre de 1872. Su cuerpo fue sepultado en la Iglesia de Riddarholmen de Estocolmo.
Ante la falta de hijos varones, fue sucedido por su hermano, el duque Óscar. Su nieto, Carlos de Dinamarca, se convertiría en rey de Noruega como Haakon VII.

## Descendencia
Casado con Luisa de los Países Bajos (1828-1871), tuvo dos hijos:
1. Luisa (1851-1926), se casó con el rey Federico VIII de Dinamarca.
2. Carlos Óscar Guillermo Federico (1852-1854), duque de Södermanland.

## Títulos y tratamientos
| ● 3 de mayo de 1826-8 de marzo de 1844:        | Su alteza real el príncipe Carlos da Suecia, duque da Escania          |
| ● 8 de marzo de 1844-8 de julio de 1859:       | Su alteza real el príncipe heredero Carlos da Suecia, duque da Escania |
| ● 8 de julio de 1859-18 de septiembre de 1872: | Su majestad el rey de Suecia y Noruega                                 |

## Vida intelectual

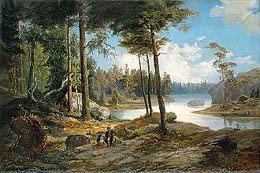
Vista de Värmdö (1865).

Durante su cargo como virrey de Noruega, Carlos compuso cuentos en prosa. De regreso a Suecia, trataría sin éxito de obtener un premio en la Academia Sueca. Cultivó también algunos ensayos políticos y de administración del ejército. Su obra literaria más conocida son dos colecciones de poemas: Una colección de poemas de C. y Pequeños poemas de C., que serían traducidas a varios idiomas.
Fue coleccionista de arte y alentó el desarrollo del arte nacional sueco y noruego. También desempeñó con talento la pintura, representando principalmente paisajes típicos de Escandinavia. Su colección incluyó casi 500 pinturas, principalmente de artistas suecos. Gran parte de su colección de arte y artesanías fue donada al estado sueco en su testamento. Las pinturas de su autoría se hallan en los principales museos de arte suecos y algunas galerías noruegas.
Algunas pinturas:
- Vista desde Värmdö (1865)
- Vista de Ulriksdal (1868)
- Paisaje noruego a la luz del alba (década de 1860)
- Junto al arroyo del bosque (1872)

## Ancestros
|  |                                                            |  |  |  |  |  |  |  |  |  |  |  |  |  |  |  |
|  | 16. Jean Bernadotte                                        |  |  |  |  |  |  |  |  |  |  |  |  |  |  |  |
|  |                                                            |  |  |  |  |  |  |  |  |  |  |  |  |  |  |  |
|  |                                                            |  |  |  |  |  |  |  |  |  |  |  |  |  |  |  |
|  | 8. Jean Henri Bernadotte                                   |  |  |  |  |  |  |  |  |  |  |  |  |  |  |  |
|  |                                                            |  |  |  |  |  |  |  |  |  |  |  |  |  |  |  |
|  |                                                            |  |  |  |  |  |  |  |  |  |  |  |  |  |  |  |
|  | 17. Marie du Pucheu dite de La Place                       |  |  |  |  |  |  |  |  |  |  |  |  |  |  |  |
|  |                                                            |  |  |  |  |  |  |  |  |  |  |  |  |  |  |  |
|  |                                                            |  |  |  |  |  |  |  |  |  |  |  |  |  |  |  |
|  | 4. Carlos XIV Juan de Suecia                               |  |  |  |  |  |  |  |  |  |  |  |  |  |  |  |
|  |                                                            |  |  |  |  |  |  |  |  |  |  |  |  |  |  |  |
|  |                                                            |  |  |  |  |  |  |  |  |  |  |  |  |  |  |  |
|  | 18. Jean de Saint Vincent                                  |  |  |  |  |  |  |  |  |  |  |  |  |  |  |  |
|  |                                                            |  |  |  |  |  |  |  |  |  |  |  |  |  |  |  |
|  |                                                            |  |  |  |  |  |  |  |  |  |  |  |  |  |  |  |
|  | 9. Jeanne de Saint-Vincent                                 |  |  |  |  |  |  |  |  |  |  |  |  |  |  |  |
|  |                                                            |  |  |  |  |  |  |  |  |  |  |  |  |  |  |  |
|  |                                                            |  |  |  |  |  |  |  |  |  |  |  |  |  |  |  |
|  | 19. Marie d'Abbadie de Sireix                              |  |  |  |  |  |  |  |  |  |  |  |  |  |  |  |
|  |                                                            |  |  |  |  |  |  |  |  |  |  |  |  |  |  |  |
|  |                                                            |  |  |  |  |  |  |  |  |  |  |  |  |  |  |  |
|  | 2. Óscar I de Suecia                                       |  |  |  |  |  |  |  |  |  |  |  |  |  |  |  |
|  |                                                            |  |  |  |  |  |  |  |  |  |  |  |  |  |  |  |
|  |                                                            |  |  |  |  |  |  |  |  |  |  |  |  |  |  |  |
|  | 20. Joseph Clary                                           |  |  |  |  |  |  |  |  |  |  |  |  |  |  |  |
|  |                                                            |  |  |  |  |  |  |  |  |  |  |  |  |  |  |  |
|  |                                                            |  |  |  |  |  |  |  |  |  |  |  |  |  |  |  |
|  | 10. François Clary                                         |  |  |  |  |  |  |  |  |  |  |  |  |  |  |  |
|  |                                                            |  |  |  |  |  |  |  |  |  |  |  |  |  |  |  |
|  |                                                            |  |  |  |  |  |  |  |  |  |  |  |  |  |  |  |
|  | 21. Françoise Agnès Ammoric                                |  |  |  |  |  |  |  |  |  |  |  |  |  |  |  |
|  |                                                            |  |  |  |  |  |  |  |  |  |  |  |  |  |  |  |
|  |                                                            |  |  |  |  |  |  |  |  |  |  |  |  |  |  |  |
|  | 5. Desideria Clary                                         |  |  |  |  |  |  |  |  |  |  |  |  |  |  |  |
|  |                                                            |  |  |  |  |  |  |  |  |  |  |  |  |  |  |  |
|  |                                                            |  |  |  |  |  |  |  |  |  |  |  |  |  |  |  |
|  | 22. Joseph Ignace Somis                                    |  |  |  |  |  |  |  |  |  |  |  |  |  |  |  |
|  |                                                            |  |  |  |  |  |  |  |  |  |  |  |  |  |  |  |
|  |                                                            |  |  |  |  |  |  |  |  |  |  |  |  |  |  |  |
|  | 11. Françoise Rose Somis                                   |  |  |  |  |  |  |  |  |  |  |  |  |  |  |  |
|  |                                                            |  |  |  |  |  |  |  |  |  |  |  |  |  |  |  |
|  |                                                            |  |  |  |  |  |  |  |  |  |  |  |  |  |  |  |
|  | 23. Catherine Rose Soucheiron                              |  |  |  |  |  |  |  |  |  |  |  |  |  |  |  |
|  |                                                            |  |  |  |  |  |  |  |  |  |  |  |  |  |  |  |
|  |                                                            |  |  |  |  |  |  |  |  |  |  |  |  |  |  |  |
|  | 1. Carlos XV de Suecia                                     |  |  |  |  |  |  |  |  |  |  |  |  |  |  |  |
|  |                                                            |  |  |  |  |  |  |  |  |  |  |  |  |  |  |  |
|  |                                                            |  |  |  |  |  |  |  |  |  |  |  |  |  |  |  |
|  | 24. Francisco V de Beauharnais                             |  |  |  |  |  |  |  |  |  |  |  |  |  |  |  |
|  |                                                            |  |  |  |  |  |  |  |  |  |  |  |  |  |  |  |
|  |                                                            |  |  |  |  |  |  |  |  |  |  |  |  |  |  |  |
|  | 12. Alejandro de Beauharnais                               |  |  |  |  |  |  |  |  |  |  |  |  |  |  |  |
|  |                                                            |  |  |  |  |  |  |  |  |  |  |  |  |  |  |  |
|  |                                                            |  |  |  |  |  |  |  |  |  |  |  |  |  |  |  |
|  | 25. Enriqueta Pyvart de Chastillé                          |  |  |  |  |  |  |  |  |  |  |  |  |  |  |  |
|  |                                                            |  |  |  |  |  |  |  |  |  |  |  |  |  |  |  |
|  |                                                            |  |  |  |  |  |  |  |  |  |  |  |  |  |  |  |
|  | 6. Eugenio de Beauharnais                                  |  |  |  |  |  |  |  |  |  |  |  |  |  |  |  |
|  |                                                            |  |  |  |  |  |  |  |  |  |  |  |  |  |  |  |
|  |                                                            |  |  |  |  |  |  |  |  |  |  |  |  |  |  |  |
|  | 26. José Gaspar Tascher de La Pagerie                      |  |  |  |  |  |  |  |  |  |  |  |  |  |  |  |
|  |                                                            |  |  |  |  |  |  |  |  |  |  |  |  |  |  |  |
|  |                                                            |  |  |  |  |  |  |  |  |  |  |  |  |  |  |  |
|  | 13. Josefina Tascher de la Pagerie                         |  |  |  |  |  |  |  |  |  |  |  |  |  |  |  |
|  |                                                            |  |  |  |  |  |  |  |  |  |  |  |  |  |  |  |
|  |                                                            |  |  |  |  |  |  |  |  |  |  |  |  |  |  |  |
|  | 27. Rosa Clara des Vergers de Sannois                      |  |  |  |  |  |  |  |  |  |  |  |  |  |  |  |
|  |                                                            |  |  |  |  |  |  |  |  |  |  |  |  |  |  |  |
|  |                                                            |  |  |  |  |  |  |  |  |  |  |  |  |  |  |  |
|  | 3. Josefina de Leuchtenberg                                |  |  |  |  |  |  |  |  |  |  |  |  |  |  |  |
|  |                                                            |  |  |  |  |  |  |  |  |  |  |  |  |  |  |  |
|  |                                                            |  |  |  |  |  |  |  |  |  |  |  |  |  |  |  |
|  | 28. Federico Miguel de Zweibrücken-Birkenfeld              |  |  |  |  |  |  |  |  |  |  |  |  |  |  |  |
|  |                                                            |  |  |  |  |  |  |  |  |  |  |  |  |  |  |  |
|  |                                                            |  |  |  |  |  |  |  |  |  |  |  |  |  |  |  |
|  | 14. Maximiliano I de Baviera                               |  |  |  |  |  |  |  |  |  |  |  |  |  |  |  |
|  |                                                            |  |  |  |  |  |  |  |  |  |  |  |  |  |  |  |
|  |                                                            |  |  |  |  |  |  |  |  |  |  |  |  |  |  |  |
|  | 29. María Francisca de Sulzbach                            |  |  |  |  |  |  |  |  |  |  |  |  |  |  |  |
|  |                                                            |  |  |  |  |  |  |  |  |  |  |  |  |  |  |  |
|  |                                                            |  |  |  |  |  |  |  |  |  |  |  |  |  |  |  |
|  | 7. Augusta de Baviera                                      |  |  |  |  |  |  |  |  |  |  |  |  |  |  |  |
|  |                                                            |  |  |  |  |  |  |  |  |  |  |  |  |  |  |  |
|  |                                                            |  |  |  |  |  |  |  |  |  |  |  |  |  |  |  |
|  | 30. Jorge Guillermo de Hesse-Darmstadt                     |  |  |  |  |  |  |  |  |  |  |  |  |  |  |  |
|  |                                                            |  |  |  |  |  |  |  |  |  |  |  |  |  |  |  |
|  |                                                            |  |  |  |  |  |  |  |  |  |  |  |  |  |  |  |
|  | 15. Augusta Guillermina de Hesse-Darmstadt                 |  |  |  |  |  |  |  |  |  |  |  |  |  |  |  |
|  |                                                            |  |  |  |  |  |  |  |  |  |  |  |  |  |  |  |
|  |                                                            |  |  |  |  |  |  |  |  |  |  |  |  |  |  |  |
|  | 31. María Luisa Albertina de Leiningen-Falkenburg-Dagsburg |  |  |  |  |  |  |  |  |  |  |  |  |  |  |  |
|  |                                                            |  |  |  |  |  |  |  |  |  |  |  |  |  |  |  |
|  |                                                            |  |  |  |  |  |  |  |  |  |  |  |  |  |  |  |

| Precedido por: Óscar I                                | Rey de Suecia 8 de julio de 1859-18 de septiembre de 1872  | Sucedido por: Óscar II       |
| Precedido por: Óscar I                                | Rey de Noruega 8 de julio de 1859-18 de septiembre de 1872 | Sucedido por: Óscar II       |
| Precedido por: Vacante desde el príncipe Óscar (1833) | Virrey de Noruega 1857                                     | Sucedido por: Puesto abolido |